# Giuseppe Anselmi
Giuseppe Anselmi (Nicolosi, 16 novembre 1876 – Zoagli, 27 maggio 1929) è stato un tenore italiano.

## Biografia
Antonio Giuseppe Anselmi nacque a Nicolosi, paese etneo nei pressi di Catania, il 16 novembre 1876. Iniziò ad interessarsi alla musica intraprendendo lo studio del violino ed esibendosi giovanissimo a Catania; quindi fu ammesso al Conservatorio di San Pietro a Majella di Napoli, studiando violino, pianoforte e composizione, prima che la sua attenzione si spostasse sul canto. All’età di sedici anni, il giovane tenore si esibiva in operette con una compagnia itinerante. In uno dei suoi viaggi, attrasse l’attenzione del celebre editore musicale Giulio Ricordi che, dopo averlo ascoltato, gli consigliò di perfezionarsi presso Luigi Mancinelli. 
Dopo aver ultimato gli studi vocali, Anselmi venne quindi scritturato per una tournée nei paesi mediterranei: nonostante alcune fonti indichino come suo debutto sulle scene liriche una Cavalleria rusticana ad Atene, nel 1896, non esiste in realtà una valida documentazione a supporto. Lo stesso tenore affermò più tardi di aver debuttato a Patrasso nel 1898. Ad ogni modo, è certo che sia stata la Grecia la patria del debutto e che lì il tenore abbia mosso i primi passi come cantante lirico, esibendosi anche in Turchia e in Egitto. A Smirne apparve in Mignon e Ballo in Maschera, con la compagnia dell’impresario Gonzalez, che giunse anche ad Alessandria e al Cairo. Il repertorio di Anselmi era quello del tenore di grazia, senza disdegnare peraltro opere del verismo: nelle città summenzionate, il tenore si esibì in opere quali Barbiere di Siviglia, Manon, Manon Lescaut, Bohème, Carmen, Cavalleria, Sonnambula, Lucia di Lammermoor, Traviata, Rigoletto, Favorita e Faust.
Il suo debutto italiano avvenne al Politeama di Genova nel 1900, dove cantò in Rigoletto, secondo certe fonti, e in Bohème, Lucia e Sonnambula. Da questo momento la sua carriera in suolo italico prese rapidamente il volo: al San Carlo di Napoli, nello stesso anno, si esibì in Sonnambula e Rigoletto, e partecipò alla prima locale delle Maschere di Mascagni, che era stata data in prima rappresentazione simultaneamente in sei città, registrando peraltro un po’ ovunque un deciso insuccesso.
Nel 1901 Anselmi esordì al Massimo di Palermo, cantando in Lucia, Tosca, Rigoletto e Barbiere. Nello stesso anno, il giovane tenore debuttò al Covent Garden, a Londra, quale Duca di Mantova in un Rigoletto con la Gilda di Suzanne Adams. Sempre nella capitale inglese apparve in Cavalleria e Bohème (in quest’ultima con Nellie Melba), oltre che nel Requiem di Verdi alla Queen’s Hall insieme a Johanna Gadski, Marie Brema e Pol Plançon. Nonostante alcuni critici londinesi mostrarono di non apprezzare particolarmente il cantante, alludendo a “cattive abitudini” canore e ad un “vibrato belante tipico dei tenori italiani”, un critico del Times ebbe modo di dire (pur aggiungendo alla fine di aver constatato una “leggera tendenza a forzare la voce”):
Fra l’inverno del 1902 e l’autunno del 1903, il tenore fu impegnato nei teatri di Lisbona, Palermo, Buenos Aires, Montevideo, Varsavia, Odessa e Napoli. Al São Carlos di Lisbona partecipò alla prima di Ero e Leandro, composta dal suo maestro canoro Mancinelli.
Nel gennaio del 1904 debuttò al Teatro alla Scala di Milano in Rigoletto accanto a Titta Ruffo e, in autunno, tornò alla Royal Opera House quale Maurizio di Sassonia nella prima locale di Adriana Lecouvreur, ottenendo stavolta il plauso unanime della critica.
Nella stagione invernale 1905-1906 continuò ad esibirsi a Odessa, Buenos Aires, Montevideo e Napoli (qui cantò Rigoletto con Mattia Battistini); per la prima volta si esibì in Russia, cosa che avrebbe continuato a fare annualmente. 
Nella primavera del 1906, al Teatro Solís si esibì spesso sotto la direzione di Arturo Toscanini in opere quali Don Giovanni, Manon, Traviata, Romeo e Giulietta, Barbiere di Siviglia,  e Don Pasquale, tutte in compagnia di Rosina Storchio e Giuseppe De Luca.Sempre diretto da Toscanini, tornò in Scala nel 1907 con Cavalleria Rusticana. Nello stesso anno apparve, sembrerebbe per l’unica volta, a Parigi, nel teatro privato di Jean de Reszke, nel Barbiere di Siviglia: fu il conte d’Almaviva della Rosina della celeberrima Adelina Patti, che si esibiva in un ruolo operistico per l’ultima volta in assoluto.
Nel frattempo, esibitosi a Madrid, Anselmi fu ben presto idolatrato e divenne in quella città una presenza costante, preferito persino a Caruso. A San Pietroburgo fu fra i cantanti italiani di maggior successo, tanto che incise due canzoni russe in lingua originale. Nella città russa si segnalano una Tosca del 1907 con Gemma Bellincioni e Titta Ruffo e un Fra Diavolo del 1909.

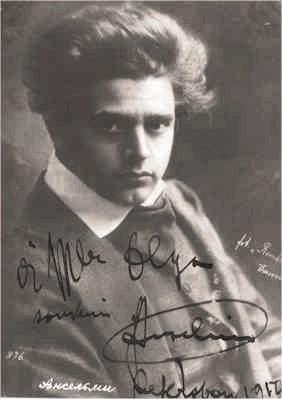
Giuseppe Anselmi

Nel 1908 a Montecarlo, apparve, con Selma Kurz, in Rigoletto e Tosca e, nel 1909, in Iris con Emma Carelli. Il Colón di Buenos Aires fu un altro teatro dove il tenore riscosse grande successo: Romeo et Juliette, Bohème, Don Pasquale, Barbiere di Siviglia, Sonnambula e, nel 1912, il Werther di Massenet, del quale fu autorevole interprete. Quindi, nel 1913, Les pêcheurs de perles con Maria Barrientos.
Prima dello scoppio della prima guerra mondiale, si esibì anche a Bruxelles, Berlino e Vienna. Con la fine della guerra, anche la carriera di Anselmi si avviò verso la conclusione: il tenore, alla soglia dei quarant’anni, era provato da un’intensa attività. 
Sergei Levic, baritono russo e poi critico musicale, riportò come vi fossero quelli che pensarono che il declino vocale fosse dovuto all’inserimento in repertorio di titoli più spinti. 
Dal 1916 in poi fu a Valencia, Malaga, Siviglia, Granada, Barcellona, Bilbao.
L’addio alle scene del tenore fu un concerto canoro il 21 novembre 1918 nella sua amata Madrid. 
Anselmi si ritirò quindi nella sua villa di Rapallo, dove trascorse gli ultimi anni della sua vita insegnando canto, componendo musiche per pianoforte e canto, oltre ad un poema sinfonico per orchestra, e collezionando libri. Partecipò ancora a qualche esibizione in veste di violinista: la sua ultima apparizione pubblica fu in un concerto di beneficenza a Rapallo, nel 1926. Morì nel 1929 di polmonite, a Zoagli sulla riviera ligure. Fu sepolto nella Cattedrale di Catania mentre il suo cuore fu spedito, secondo le sue ultime volontà, a Madrid, dove oggi è esposto all'interno di un'urna presso il museo del Teatro Real.
Del tenore abbiamo oggi più di 100 registrazioni, effettuate fra il 1907 e il 1913 per la Fonotipia a Milano e poi per la Edison Disc a Londra.